# Гвозди Креста Господня

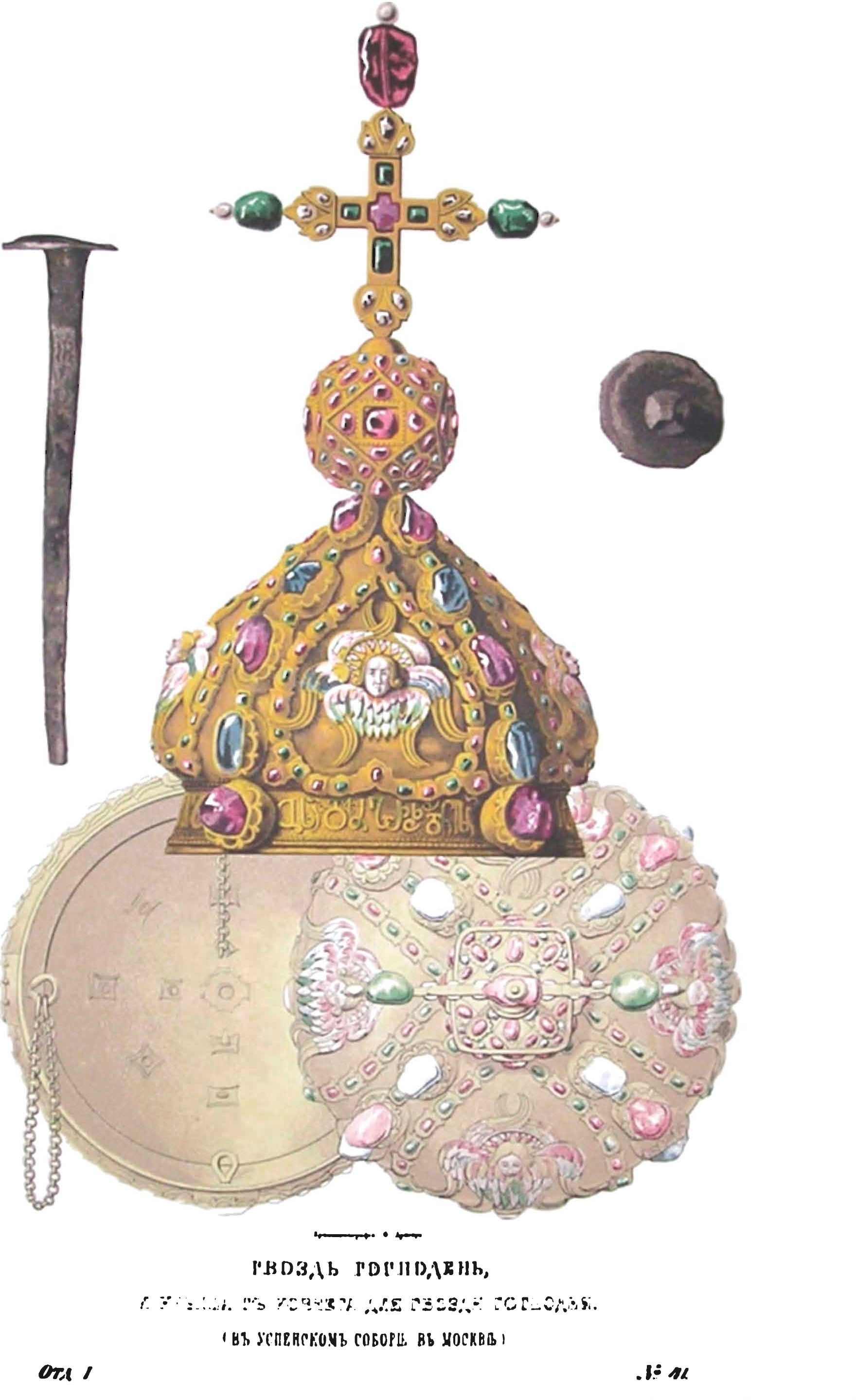
Гвоздь Господень и крышка ковчега для Гвоздя Господня (рисунок Фёдора Солнцева)

Гво́зди Креста́ Госпо́дня — согласно Евангелию, одно из Орудий Страстей; четыре или три гвоздя, которыми римские солдаты прибили руки и ноги Иисуса Христа на Кресте. Как и все Орудия Страстей, гвоздь считается величайшими святынями христианства.

## Свидетельства церковных историков  IV—V веков
Церковные историки Амвросий Медиоланский (ок. 340—397 гг.), Руфин Аквилейский (345—410 гг.), Сократ Схоластик (ок. 380—440 гг.), Феодорит Кирский (386—457 гг.), Созомен (ок. 400—450 гг.) сообщают о том, что  в 326 году,  святая царица Елена Равноапостольная (мать императора Константина Великого) отправилась в паломничество в Иерусалим для поиска Животворящего Креста:
…Божественный Константин отправил с сокровищами блаженную Елену для отыскания животворящего креста Господня. Иерусалимский патриарх, Макарий встретил царицу с подобающею честью и вместе с нею отыскивал желанное животворящее древо, пребывая в тишине и прилежных молитвах и пощениях.
«Хронография» Феофана, год 5817 (324/325)
Вышеперечисленные историки сообщают, что вместе с Крестом Господним Еленой были обретены гвозди, с помощью которых был распят Иисус. Одни из них Константин использовал для изготовления диадемы (другой вариант — для шлема; вариант шишак и забрало), вковал их туда, а  другие использовал для изготовления уздечки (удил) своей лошади.
Гвозди же (Константин) одни вковал в свой шлем, а другие вставил в уздечку своей лошади, да сбудется реченное пророком, глаголющим: «В тот день будет на узде лошади святое Господу Вседержителю».
«Хронография» Феофана, год 5817 (324/325)
Согласно древним историкам гвозди были перекованы в изделия, то есть не сохранились в первоначальном виде.

## Гвозди Креста от Средних веков до настоящего времени

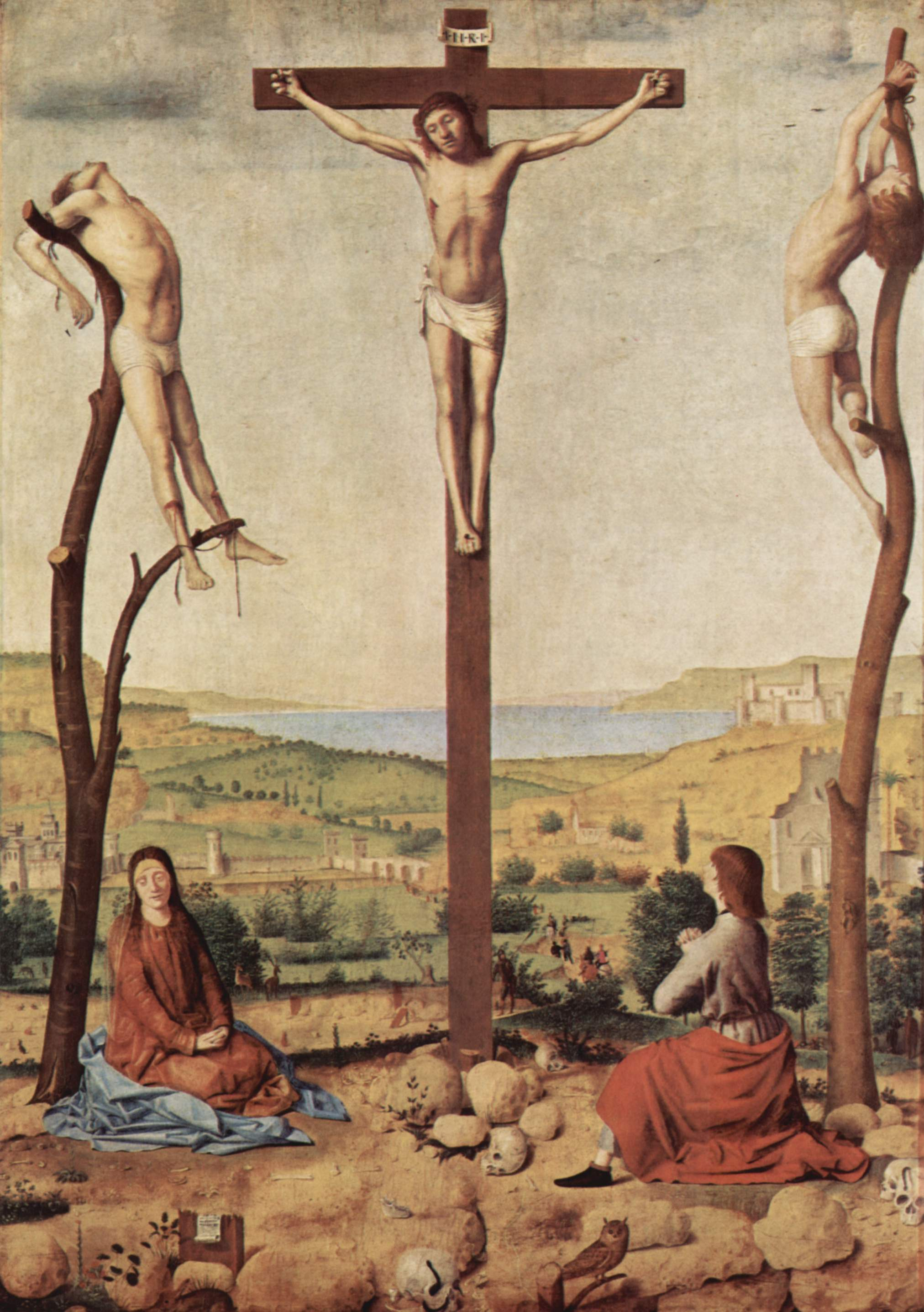
Только три гвоздя в католической иконографии. «Распятие», Антонелло да Мессина, 1475 год

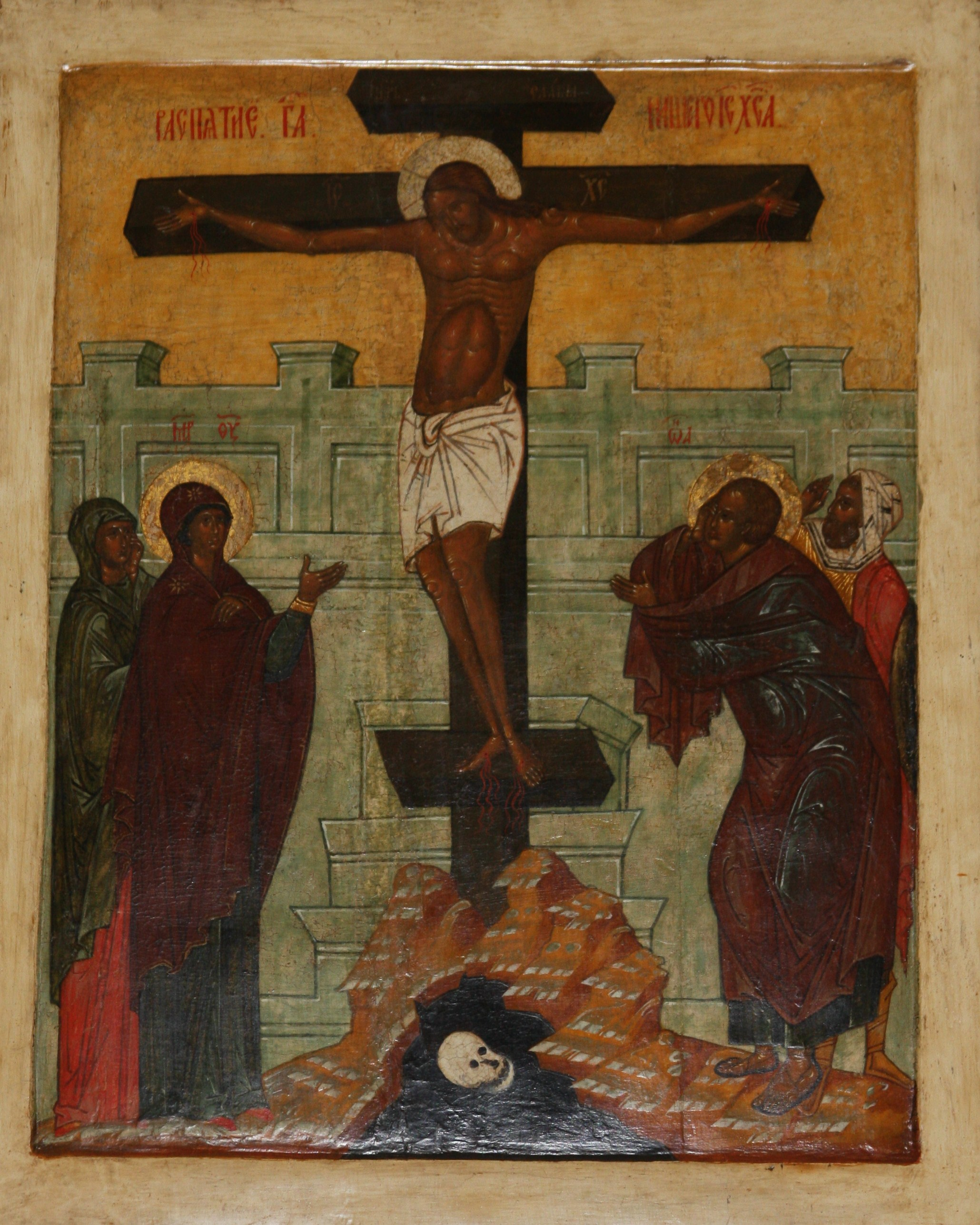
Четыре гвоздя в православной иконографии. «Распятие», около 1500 года

В Средние века гвозди Креста Господня — христианская реликвия, широко распространённая и являющаяся объектом почитания и поклонения в храмах и монастырях как в католицизме, так и в православии.

### На Востоке
Николай Месарит, митрополит Эфесский (XII — начало XIII веков) — богослов, церковный и государственный деятель сообщал, что в Константинополе в храме Богородицы Фара (τοῦ Θάρου — «при маяке») в церкви, предназначенной для повседневной литургии в присутствии императора и его семьи, а также для торжественных служб в 1-й день года, 1 мая, в день поминовения пророка Илии (в присутствии синклита), в Чистый четверг, в Великую субботу и Великий четверг, хранились следующие реликвии: терновый венец Христа, туника Христа, посох Христа, плеть Его бичевания, святой гвоздь, копие, частицы сандалий Христа (привезены императором Иоанном Цимисхием из Палестины в 975 году).
До XVII века гвоздь Господень вместе с ризой Господней хранился в Мцхете, в кафедральном соборе Светицховели. Персидский шах Аббас в 1617 году завоевал Грузию. В марте 1625 года персидский посол Урусамбек привёз ризу Господню и гвоздь Господень в Москву в дар патриарху Филарету от шаха Аббаса.
После революции 1917 года реликвии были изъяты государственной властью.
В настоящее время гвоздь, хранящийся в храме Христа Спасителя, был передан Русской православной церкви из запасников музеев Московского Кремля 29 июня 2008 года.
После литургии и благодарственного молебна по случаю завершения Архиерейского собора и празднования 1020-летнего юбилея Крещения Руси президент Российской Федерации Д. Медведев вручил девять реликвий патриарху Алексию. Среди них — гвоздь Креста Господня.

### На Западе
В 1543 году Жан Кальвин написал богословское сочинение — Трактат о реликвиях, в котором перечислил известные ему гвозди Господни, хранящиеся в храмах и монастырях на Западе, всего Кальвин насчитал 14 гвоздей: в Милане, в Риме, в Сене, в Венеции, в Кельне, в Париже, в Бурже и т. д.